# 岸壁の母
岸壁の母（がんぺきのはは）とは、第二次世界大戦後、ソ連による抑留から解放され、引揚船で引揚港の桟橋（岸壁）へ帰ってくる息子の帰りを待つ母親をマスコミ等が取り上げた呼称。
その一人である端野いせをモデルとして流行歌（1954年など）、映画作品のタイトルともなった。本項では、この流行歌についても解説する。

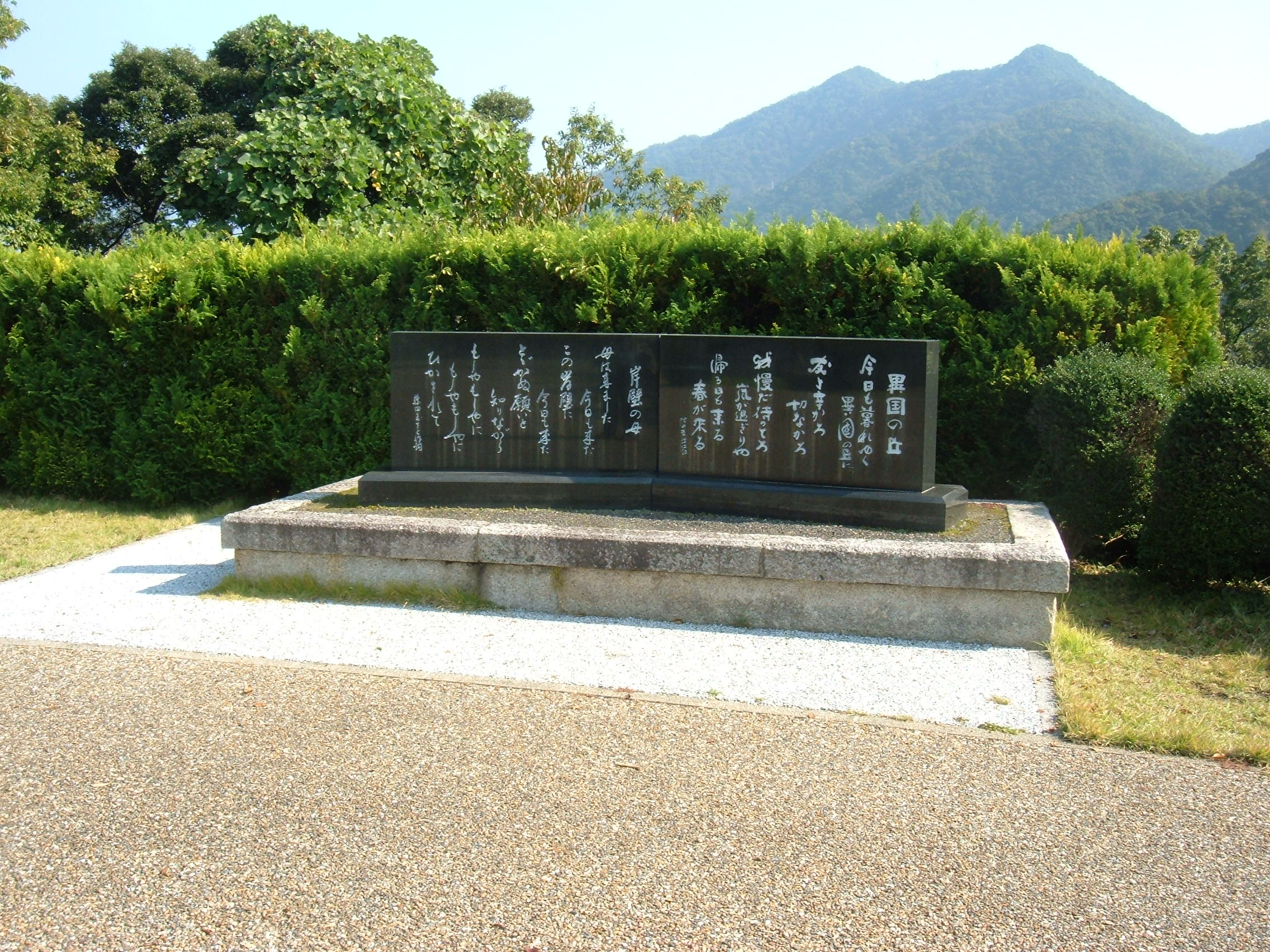
引揚記念公園（舞鶴市）、「異国の丘」「岸壁の母」詩碑

## 概要
ソ連からの引揚船が着くたびにいつでも見られた光景であったが、時間の経過とともに、毎回、同じような顔ぶれの人が桟橋の脇に立つ姿が見受けられるようになり、これがいつしか人々の目に止まり、マスコミによって「岸壁の母」として取り上げられ、たちまち有名になった。

### モデル・端野いせ
流行歌、映画「岸壁の母」のモデルとなったのは、端野いせ（1899年9月15日 - 1981年7月1日）。
明治32年（1899年）9月15日、石川県羽咋郡富来町（現在の志賀町）に生まれ、函館に青函連絡船乗組みの夫、端野清松と一人娘とともに居住していたが、昭和5年（1930年）頃に夫と娘を相次いで亡くし、家主で函館の資産家であった橋本家から新二を養子にもらい昭和6年（1931年）に上京する。新二は立教大学を中退し、高等商船学校を目指すが、軍人を志し昭和19年（1944年）満洲国に渡り関東軍石頭予備士官学校に入学、同年ソ連軍の攻撃を受けて中国牡丹江にて行方不明となる。
終戦後、いせは東京都大森に居住しながら新二の生存と復員を信じて昭和25年（1950年）1月の引揚船初入港から以後6年間、ソ連ナホトカ港からの引揚船が入港する度に舞鶴の岸壁に立つ。昭和29年（1954年）9月には厚生省の死亡理由認定書が発行され、昭和31年には東京都知事が昭和20年（1945年）8月15日牡丹江にて戦死との戦死告知書（舞鶴引揚記念館に保存）を発行。
昭和49年（1974年）新人物往来社から「未帰還兵の母」を発表。昭和51年（1976年）9月以降は高齢と病のため、通院しながらも和裁を続け生計をたてる。息子の生存を信じながらも昭和56年（1981年）7月1日午前3時55分に享年81で死去。「新二が帰ってきたら、私の手作りのものを一番に食べさせてやりたい」と入院中も話し、一瞬たりとも新二のことを忘れたことがなかったことを、病院を見舞った二葉百合子が証言している。
平成12年（2000年）8月に慰霊墓参団のメンバーが、新二が上海市で生存していたことを確認。京都新聞が新二（1926年 - ）の生存を報道。中国政府発行、端野新二名義の身分証明書を確認。だが、その人物が本当に新二であるかについてはいまだに疑問がある。平成15年文藝春秋に「『岸壁の母』49年目の新証言」が掲載。
新二はソ連軍の捕虜となりシベリア抑留、後に満州に移され中国共産党八路軍に従軍した。その後はレントゲン技師助手として上海に居住。妻子をもうけていた。新二は母が舞鶴で待っていることを知っていたが、帰ることも連絡することもなかった。理由は様々に推測され語られているがはっきりしない。
新二を発見した慰霊墓参団のメンバーは平成8年（1996年）以降、3度会ったが、新二は「自分は死んだことになっており、今さら帰れない」と帰国を拒んだという。旧満州（現中国東北部）の関東軍陸軍石頭（せきとう）予備士官学校の第13期生で構成される「石頭五・四会」会長・斉藤寅雄は「あのひどい戦いで生きているはずがない」と証言し、同会の公式見解では「新二君は八月十三日、夜陰に乗じて敵戦車を肉薄攻撃、その際玉砕戦死しました」と述べられている（北國新聞社平成18年（2006年）10月4日）。

## 流行歌

### 菊池章子版
昭和29年（1954年）9月、テイチクレコードから発売された菊池章子のレコード「岸壁の母」が大流行（100万枚以上）した。
作詞した藤田まさとは、上記の端野いせのインタビューを聞いているうちに身につまされ、母親の愛の執念への感動と、戦争へのいいようのない憤りを感じてすぐにペンを取り、高まる激情を抑えつつ詞を書き上げた。歌詞を読んだ平川浪竜（ひらかわ・なみりゅう）は、これが単なるお涙頂戴式の母ものでないと確信し、徹夜で作曲、翌日持参した。さっそく視聴室でピアノを演奏し、重役・文芸部長・藤田まさとに聴いてもらった。聴いてもらったはいいが、何も返事がなかった。3人は感動に涙していたのであった。そして、これはいけると確信を得、早速レコード作りへ動き出した。
歌手には専属の菊池章子が選ばれた。早速、レコーディングが始まったが、演奏が始まると菊池は泣き出した。何度しても同じであった。放送や舞台で披露する際も、ずっと涙が止まらなかった。菊池曰く「事前に発表される復員名簿に名前がなくても、「もしやもしやにひかされて」という歌詞通り、生死不明のわが子を生きて帰ってくると信じて、東京から遠く舞鶴まで通い続けた母の悲劇を想ったら、涙がこぼれますよ」と語っている。
昭和29年9月、発売と同時に、その感動は日本中を感動の渦に巻き込んだ。菊池はレコードが発売されたとき、「婦人倶楽部」の記者に端野いせの住所を探し出してもらい、「私のレコードを差し上げたい」と手紙を送った。しかし、端野の返事は「もらっても、家にはそれをかけるプレーヤーもないので、息子の新二が帰ってきたら買うからそれまで預かって欲しい」というものであった。菊池はみずから小型プレーヤーを購入し、端野に寄贈した。

### 二葉百合子版
この曲は、二葉百合子が昭和46年（1971年）に発売したカバーアルバム『二葉百合子の涙の歌謡劇場』で初めてカバーした。白石十四男の編曲、また大衆作家の室町京之介の作による台詞を入れ、「歌謡浪曲」として生まれ変わった。その後、昭和47年（1972年）にシングルカットされた。また同年には室町京之介の作による浪曲版もリリースされている。
二葉百合子版はリリースされた1972年よりロングヒットとなり、昭和49年（1974年）には続編の『続・岸壁の母 岸壁に祈る』もリリースされた。『岸壁の母』はその後も人気が高まり、昭和51年（1976年）にはオリコンヒットチャート年間5位にまで上り詰める。最終的に、LPレコード、シングル、テープを合わせて（250万枚）の大ヒットとなり、昭和51年（1976年）には中村玉緒主演で映画化された。さらに二葉自身、同年末の『第18回日本レコード大賞』では審査委員会奨励を受賞し、そして『第27回NHK紅白歌合戦』にも初出場を果たす。
昭和52年（1977年）に市原悦子主演でドラマ化（「岸壁の母」）された。
齢90を超えた今も二葉百合子の「十八番」として、息長く歌い継がれている。
二葉によると、「岸壁の母」のモデルである端野いせとは、生前とても親しくさせてもらっていた。同曲のカバーを発表する際、東京・大森のいせの自宅に何度も出向き、彼女から息子や夫を戦争に取られて悲しい思いをしている等の話を聞かせてもらった。
発表後から全国各地の公演先に行くたびに「戦争は絶対に繰り返してはならない」との強い思いで、「岸壁の母」を歌うようになった。すると客の間で「岸壁の母」が徐々に話題になり、発表から4年ほどかかって1976年頃の全国的なヒットに繋がった。1981年にいせが亡くなった際、二葉は彼女の最期を看取らせてもらった。「岸壁の母」について、「私の大事な大事な財産です」と評している。

### その他カバー
- ちあきなおみ（1989年、『女の心情』収録）
- 天童よしみ（1995年、『天童よしみ 懐メロ名曲集』収録）
- 藤圭子（1996年11月、毎日放送『乾杯!トークそんぐ』にて歌唱）
- 石川さゆり（2000年、『二十世紀の名曲たち・第10集』収録）
- 島津亜矢（2004年、『BS日本のうたII』収録）
- 清水博正（2008年、『魂の歌』収録）
- 坂本冬美（2012年、『桜 〜リクエストベスト〜』収録）
- 大島花子（2014年、アルバム『柿の木坂』収録）
- 石原詢子（2019年、DVD『30周年記念リサイタル〜遥かな歌の道〜』収録）
- はやぶさ（2019年、『歌謡カヴァーソングス2』収録）
- 1998年頃に渡哲也が知人の経営するカラオケスナックで歌ったときの音源が2019年発売『石原裕次郎・渡哲也 プライベート』に収録された[3]。
- 三山ひろし（2020年、『歌い継ぐ!日本の流行歌』収録）
- 福田こうへい（2020年、『母～日本の母を唄う～』収録）

### 書籍
- 『未帰還兵の母』端野いせ著（新人物往来社 1974.7）
- 『岸壁の母』端野いせ著（新人物往来社 1976）
- 『親と子の日本史』（扶桑社 2001.3） - 収録タイトル「岸壁の母と息子：息子は上海で静かに生きていた」
- 『親と子の日本史』上巻（扶桑社 2004.6） - 上記の文庫化

### 雑誌記事
- 「岸壁の母の戦後」山田智彦（『文藝春秋』59巻10号 1981.9） - 端野いせの訃報に触れての回想
- 「岸壁の母49年目の新証言」斎藤充功（『文藝春秋』81巻8号 2003.7）